# 姫野敬輔
姫野 敬輔（ひめの けいすけ、1942年1月16日 - ）は日本の弁護士。京都府公安委員会委員長・元京都弁護士会会長。姫野法律事務所代表。特定非営利活動法人ジュベネイル・ガイド顧問弁護士。

## 経歴
- 1942年　富山県新湊市（現射水市）生まれ。
- 1960年　富山県立新湊高等学校卒業。
- 1965年　金沢大学法文学部卒業。
- 1967年　司法研修所修了、弁護士登録。
- 1967年　京都弁護士会副会長。
- 1991年　京都弁護士会会長。
- 1996年　日本弁護士連合会副会長・近畿弁護士連合会常務理事。
- 2001年　京都府公安委員会委員。
- 2006年　京都府公安委員会委員長。